# Shahdab Yazd Volleyball Club
Shahdab Yazd Volleyball Club (em persa: باشگاه والیبال شهداب یزد ‎), ou simplesmente Shahdab Yazd, é um time de voleibol masculino iraniano localizado na cidade de Iazde, em província homônima.

## História
Fundado em 1993, o Clube Cultural e Atlético Shahda Yazd, supervisiona o então departamento de voleibol, Shahda Yazd VC, ingressando na temporada de 2018-19, conquistando o terceiro lugar na segunda divisão, e chegou na elite nacional em 2019-20 quando o campeonato foi cancelado devido a Pandemia da COVID-19 Terminando em quinto na temporada 2020-21,  obteve o primeiro título nacional na temporada de 2021-22
Em 2022, qualificado pelo primeiro título nacional, disputou o Campeonato Asiático de Clubes de Voleibol Masculino e conquistou a medalha de bronze, ao vencer a Liga A Iraniana de 2022-23 qualificou-se para o Campeonato Asiático de 2024 em Iazde, conquistou a medalha de prata e qualificando-se para o Campeonato Mundial de Clubes de Voleibol Masculino de 2024.

## Títulos

### Internacionais
- Campeonato Asiático - 2024
- Campeonato Asiático - 2022

### Nacionais
- Superliga Iraniana - 2021-22, 2022-23